# Kevin Youkilis
Kevin Edmund Youkilis (* 15. března 1979, Cincinnati, Ohio, USA) je bývalý americký baseballista. Hrál americkou Major League Baseball za týmy Boston Red Sox, Chicago White Sox a New York Yankees. V roce 2014 působil v japonské lize v týmu Tohoku Rakuten Golden Eagles.
Je dvojnásobným vítězem Světové série z let 2004 a 2007.